# Pleione autumnalis
Pleione autumnalis là một loài thực vật có hoa trong họ Lan. Loài này được S.C.Chen & G.H.Zhu miêu tả khoa học đầu tiên năm 1999.